# Belomorski petroglifi
Belomorski petroglifi so skalne rezbarije, spomeniki monumentalne likovne umetnosti primitivne dobe, v kraju Zalavruga, Belomorsko okrožje, Republika Karelija, Rusija, na otokih reke Vjig, ki segajo v 4.-3. tisočletje pred našim štetjem.

## Opis
Arheološki kompleks Petroglifi Belega morja je sestavljen iz risb (gravur) na skalah in več kot 30 najdišč starodavnega človeka.
Petroglife Belega morja najdemo v mestu Zalavruga, na otokih reke Vjig, približno 6–8 km od njenega izliva v Belo morje, blizu vasi Vigostrov. Na zahodu in severu je ozemlje omejeno z rezervoarji hidroelektrarn Vygostrovska in Belomorska, z juga z vasjo Vygostrov in cesto Sosnovec-Belomorsk, z vzhoda s kanalom Kisly Pudas. Če bi želeli priti do lokacije petroglifov, se je potrebno sprehoditi po gozdni poti 1,3 km od posebej opremljenega parkirišča v bližini ceste Sosnovec-Belomorsk.
Arheološki kompleks, ki leži na otokih, je dobil status zgodovinske in kulturne destinacije, da bi zaščitil edinstvene arheološke spomenike zveznega pomena (petroglifi, najdišča starodavnega človeka) in njihovo naravno okolje. Starost petroglifov, ki so jih ustvarili starodavni ljudje in jih je odkril A. M. Linevskii, je 4,5-5,5 tisoč let.
Petroglife so našli v spodnjem toku reke Vjig, na otokih Šojrukšin, Jerpin Pudas, Bolšoj Malinin in drugih. Skupno je bilo tukaj najdenih 39 skupin, vključno z več kot 2000 posameznimi figurami; jasno vidne so podobe ljudi in živali, prizori lova, bitk in obrednih procesij. Tukaj je najstarejša slika človeka na smučeh v Evropi. Velikosti figur so od 3 cm do 3 m, velikost glavnega števila figur je 15-60 cm.
Med izkopavanji je bilo najdenih okoli 200 tisoč predmetov: kamniti izdelki in njihovi drobci, odlomki keramike, železni predmeti, jantarni in bronasti nakit itd.
Z Odlokom Sveta ministrov Karelske ASSR št. 199 z dne 21. aprila 1971 so bila vpisana v državni register kot arheološki spomenik državnega pomena. Zemljišča arheološkega kompleksa so bila priznana kot zemljišča zgodovinskega in kulturnega namena. Odlok predsednika vlade Republike Karelije št. 221 z dne 4. septembra 1998.
Leta 2018 so bili petroglifi Belega morja uvrščeni na preliminarni seznam Unescove svetovne dediščine. Julija 2021 je bilo na 44. zasedanju Unescovega odbora za svetovno dediščino sklenjeno, da se jih (skupaj s petroglifi Oneškega jezera) uvrsti na ta seznam.
Leta 2020 so bila napovedana dela za izboljšanje ozemlja Belomorskih petroglifov. Sredstva iz zveznega proračuna so bila namenjena za obnovo ceste, zasnovo infrastrukturnih objektov, vključno z mostom čez reko Kisli Pudas, vhodnim prostorom, kavarno, trgovino s spominki in prenočišči za turiste.

## Demonski odtisi
Spomenik iz obdobja 5.-6. tisoč pr. n. št. Demonske sledi je blizu Belomorskih petroglifov, na severnem koncu otoka Šoirukša. Ta obalna skala, prekrita z znaki in različnimi figurami, je glavni eksponat najdišča Belomorskih petroglifov v mestnem muzeju. Po spodnjem robu skale se razteza veriga 8 golih odtisov. Končajo se s figuro tako imenovanega demona, ki stoji s skupino figur. Znanstveniki, ki so preučevali risbe, menijo, da je demon lastnik ali božanstvo, skala z risbami pa je mesto žrtvovanja.
Približno 400 metrov vzhodno od Besovje sledkov je še ena skupina slik - Jerpin Pudas.
Še ena izmed najbolj zanimivih skupin petroglifov je 1,5 km severovzhodno od Sledkov, na Staraja in Novaja Zalavruga. Zalavruga je opremljena za obisk.
Leta 2006 je bila v spodnjem toku reke Vjig skupina petroglifov Zolotec I (več kot 50 figur), poimenovana po bližnjih brzicah na reki Vjig. Pri skupini petroglifov iz prve polovice 3. tisočletja pr. n. št. so našli podobo vodne ptice, nenavadne za Belo morje, katere glava je postavljena v oval, ki spominja na jajce. Septembra 2019 je arheološka odprava PetrSU na območju Besovje Sledkov odkrila skalne gravure Skupina petroglifov Zolotec II - verigo treh figuric labodov, ki spominjajo na figure laboda na Oneških petroglifih. To lahko kaže na povezave starodavnih prebivalcev Belega morja in Oneškega jezera. Vrat ptic je v primerjavi z njihovimi naravnimi razmerji nekoliko podolgovati.

## Galerija
- Demonski odtisi
- Demonski odtisi
- Demonski odtisi
- Demonski odtisi